# Tillandsia cochabambae
Tillandsia cochabambae là một loài thuộc chi Tillandsia. Đây là loài đặc hữu của Bolivia.